# 횡범장

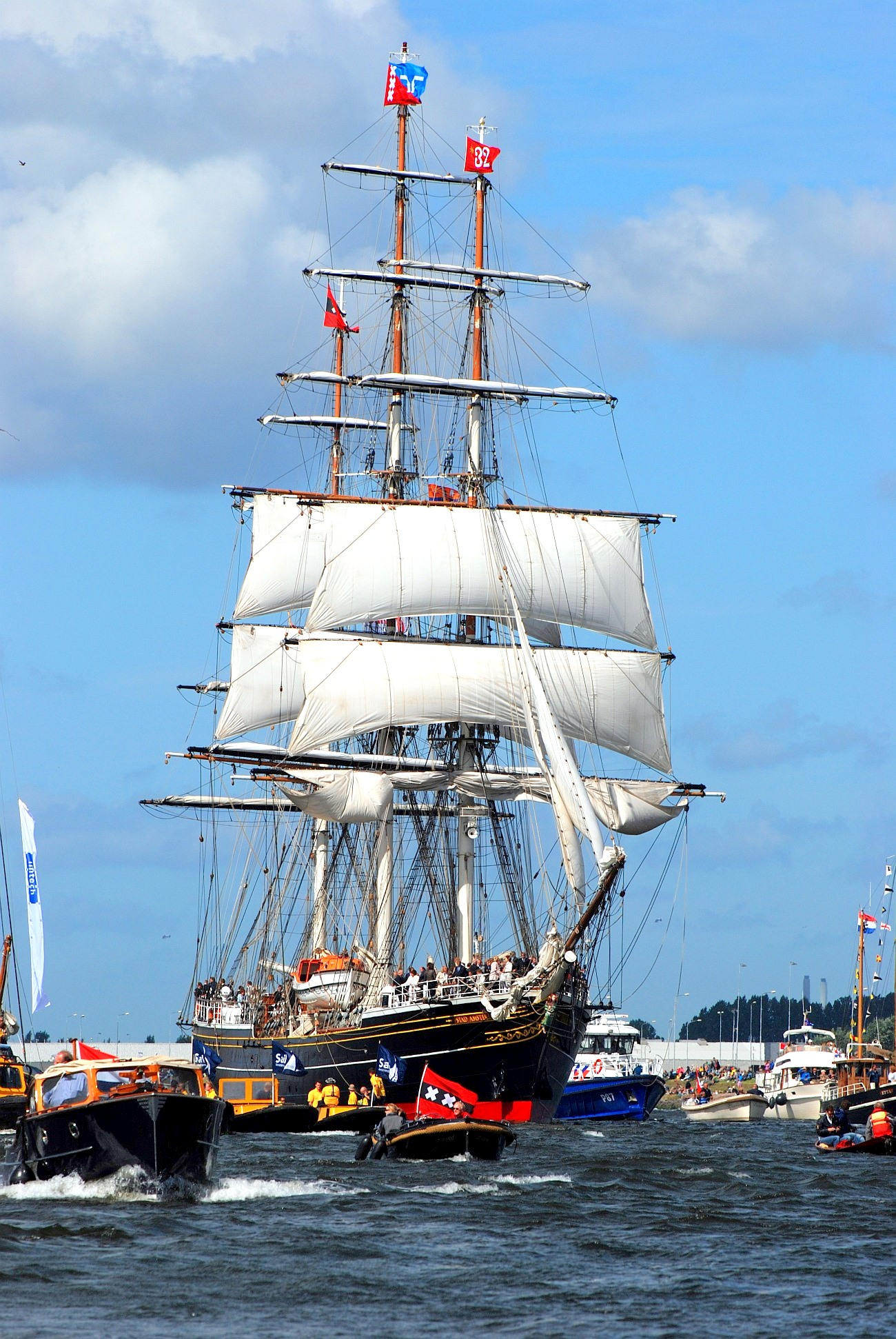

횡범장(橫帆裝, square rig)이란 돛대에 용골과 수직인 활대(spar)를 설치하고 그 활대에서 돛을 늘어뜨리는 범장이다. 가로돛 또는 사각돛이라고도 한다. 오늘날의 항해에서는 거의 사용되지 않는 범장이다.